# Scopula rufisalsa
Scopula rufisalsa är en fjärilsart som beskrevs av W. Warren 1897. Scopula rufisalsa ingår i släktet Scopula och familjen mätare. Inga underarter finns listade.